# Струтинка (Савранский район)
Струтинка (укр. Струтинка) — село, относится к Савранскому району Одесской области Украины.
Население по переписи 2001 года составляло 115 человек. Почтовый индекс — 66233. Телефонный код — 4865. Занимает площадь 0,35 км². Код КОАТУУ — 5124382605.